# Last of the Pony Riders
Last of the Pony Riders è un film del 1953 diretto da George Archainbaud.
È un western statunitense con Gene Autry, alla sua ultima partecipazione cinematografica.

## Produzione
Il film, diretto da George Archainbaud su una sceneggiatura e un soggetto di Ruth Woodman, fu prodotto da Armand Schaefer per la Gene Autry Productions e girato nelle Alabama Hills a Lone Pine e a Pioneertown, California, dal 16 al 24 marzo 1953. Il titolo di lavorazione fu Last of the Pony Express.

## Distribuzione
Il film fu distribuito negli Stati Uniti dal 3 novembre 1953 al cinema dalla Columbia Pictures.

## Promozione
Le tagline sono:
- GENE HITS THE DANGER TRAIL...to crush the badmen out to cripple the Pony Express!
- THE PONY EXPRESS ROUTE BECOMES DEAD MAN'S TRAIL!!!...Till Geene rides into the badlands and routs out the wreckers!
- PONY EXPRESS RIDEERS UNDER FIRE...Till Gene, Smiley and Champion track down the renegade wreckers!